# Yuderqui Contreras
Yuderqui Maridalia Contreras ou Yudelkis Contreras (nascida em 27 de março de 1986) é uma halterofilista dominicana. Ela foi aos Jogos Olímpicos de Verão de 2008 em Pequim, onde terminou sua participação em quinta colocada. Após as Olimpíadas, foi acusada de doping, mas o caso acabou com seu nome limpo. Foi uma das duas atletas que representaram a República Dominicana no halterofilismo nos Jogos Olímpicos de Verão de 2012. Fracassou em suas três tentativas na prova de arranque, terminando com nenhuma marca.
Por duas vezes conquistou a medalha de bronze no Campeonato Mundial de Halterofilismo, em 2005 e 2010. Foi premiada como atleta do ano em 2005 e desde 2012 tem sido premiada por seis vezes como atleta feminina de halterofilismo do ano. É duas vezes vencedora de medalha de ouro nos Jogos Pan-Americanos, em 2007 e 2011, e medalhista de prata em 2003. É detentora do recorde nestes jogos, onde estabeleceu na edição de 2007 e melhorou o recorde na prova de arranque em 2011. Também é duas vezes vencedora de ouro nos Jogos Centro-Americanos e do Caribe, em 2006 e 2010, e recordista, estabelecida em 2010.
Contreras representou seu país nos Jogos Olímpicos de Verão de 2016 no Rio de Janeiro, na categoria até 58 kg feminino do halterofilismo nos Jogos Olímpicos de Verão de 2016.